# ناحیه میدلپورت، شهرستان ایروکوی، ایلینوی
ناحیه میدلپورت (به انگلیسی: Middleport Township) یک منطقهٔ مسکونی در ایالات متحده آمریکا است که در شهرستان ایروکوی، ایلینوی واقع شده‌است. ناحیه میدلپورت ۱۹۳ متر بالاتر از سطح دریا واقع شده‌است.